# Kościół Narodzenia Św. Jana Chrzciciela w Ślemieniu
Kościół Narodzenia Św. Jana Chrzciciela w Ślemieniu – kościół parafialny parafii Narodzenia św. Jana Chrzciciela w Ślemieniu, w powiecie żywieckim.

## Opis kościoła
Ślemieński kościół parafialny został zbudowany w latach 1842-53, a konsekrowano go w 1860 roku. W roku 2010 parafia obchodziła 150-lecie swego istnienia, z której to okazji świątynię odwiedził arcybiskup Stanisław Dziwisz.
Budowla powstała z piaskowca, a sklepienie z cegły. Świątynia składa się z nawy głównej oraz dwóch naw bocznych i przedsionka. W drewnianym ołtarzu głównym znajduje się obraz Św. Jana Chrzciciela, w nawach bocznych mieszczą się ołtarze Najświętszego Serca Pana Jezusa i Św. Katarzyny oraz Matki Boskiej Różańcowej i Św. Aleksandra.